# Sjakhty
Sjakhty (russisk: Ша́хты, tr. Sjakhty) er en by i Rostov oblast i Den Russiske Føderation. Den ligger på den sydøstlige del af Donetsk-højderne, omkring 65 km nordøst for Rostov ved Don. Sjakhty har 220.802 (2024) indbyggere. Byen blev grundlagt 1805 .

## Etymologi
Fra 1805 hed bosætningen Gornoje Grusjevskoje (russisk: Го́рное Гру́шевское ~ dansk: Grusjevskoje minen). Fra 1881 til 1921 hed byen Aleksandrovsk-Grusjevskij (russisk: Алекса́ндровск-Гру́шевский). Den 13. januar 1921 fik byen sit nuværende navn. Navnet "Sjakhty" (russisk: Ша́хты; dansk: ~ mineskakt) blev valgt på grund af byens tilknytning til kulminerne.

## Geografi
Byen ligger i den sydvestlige del af Rostov oblast, på de nordvestlige skråninger af Donetsk floddal. Afstanden til oblastens administrative center, Rostov ved Don, er 93 km. Mod nord er afstanden til Moskva ca. 1010 km. Volgograd og Krasnodar ligger henholdsvis 398 km mod østnordøst og 351 km mod sydvest.

### Klima
Sjakhty har tempereret fastlandsklima med lange somre ledsaget af tørke og varme vinde. Vinter i Sjakhty vareer typisk i tre måneder, fra i midten af december, med temperaturen i januar på -7 °C til + 9 °C. Den årlige gennemsnitstemperatur er 9,3 °C. Den gennemsnitlige årlige nedbør er 400-450 mm.

## Historie
I 1914 var indbyggertallet kommet op på 54.000. Hovedbeskæftigelsen var udvinding af kul, der har været drevet i regionen siden 1700-tallet. Befolkningen var fattig, men byen havde jernbane, telegraf og telefon-netværk, elektricitet og vand- og afløbsystemer, samt biblioteker, sygehus og et postkontor. De fleste handelsmænd og industriherrer boede i Rostov og Novotjerkassk.
Under den russiske borgerkrig i 1917 skiftede byen hænder tre gange, til den blev indtaget den 28. april 1919 af den Hvide Don-arme under General Fitzkhelaurov. Oprørsstyrkerne holdt stand i 20 måneder, i denne periode hærgedes Sjakhty af tyfus.
I 1920'erne blev mange kirker og arkiver ødelagt, og alle gadenavnene blev ændret.
I juli 1942, under 2. verdenskrig, blev byen okkuperet af Nazi-Tysklands arméer. Under den tyske tilbagetrækning i februar 1943 blev mange kulminer og bygninger ødelagt.
I 1948 nåede kulproduktionen de samme niveauer som før krigen. I Bresjnev-perioden nåede byen højdepunktet i sin udvikling, med en befolkning på over 250.000 og en kulproduktion på 10 millioner ton pr. år.
Perestrojka var ødelæggende for byen, eftersom miner blev privatiseret og lukket, med massiv arbejdsløshed og en kraftig stigning i kriminalitet og stofmisbrug.
Sjakhty er i dag det vigtigste industrielle center i det østlige Donbass.